# A magyar női labdarúgó-válogatott mérkőzései 1996-ban
A magyar női labdarúgó-válogatott  1996. évi mérkőzéseiből négy Európa-bajnoki selejtező ismert. A mérleg: egy győzelem, három vereség.
Szövetségi kapitány:
- Bundzsák Dezső

## Mérkőzések
| 88. mérkőzés 1996. április 14. Eb-selejtező | Bulgária | 3 – 2             | Magyarország | Szófia |
| 88. mérkőzés 1996. április 14. Eb-selejtező | ?        | (0 – 0) Részletek | ?            | Szófia |

| 89. mérkőzés 1996. április 21. | Brazília | 6 – 1             | Magyarország          | Águas de Lindóia |
| 89. mérkőzés 1996. április 21. | ?        | (3 – 1) Részletek | Kissné 20' (11-esből) | Águas de Lindóia |

| 90. mérkőzés 1996. április 25. | Brazília | 3 – 0             | Magyarország | São Paulo |
| 90. mérkőzés 1996. április 25. | ?        | (0 – 0) Részletek |              | São Paulo |

| 91. mérkőzés 1996. április 28. | Brazília | 2 – 0             | Magyarország | São Paulo |
| 91. mérkőzés 1996. április 28. | ?        | (1 – 0) Részletek |              | São Paulo |

| 92. mérkőzés 1996. május 5. | Brazília | 6 – 1             | Magyarország | São Paulo |
| 92. mérkőzés 1996. május 5. | ?        | (3 – 0) Részletek | Ruff 50'     | São Paulo |

| 93. mérkőzés 1996. május 9. Eb-selejtező | Törökország | 1 – 2             | Magyarország   | Isztambul |
| 93. mérkőzés 1996. május 9. Eb-selejtező | ?           | (0 – 2) Részletek | Főfai Paraoánu | Isztambul |

| 94. mérkőzés 1996. június 16. Eb-selejtező | Ukrajna | 2 – 0             | Magyarország | Ungvár |
| 94. mérkőzés 1996. június 16. Eb-selejtező | ?       | (1 – 0) Részletek |              | Ungvár |

| 95. mérkőzés 1996. augusztus 18. | Ausztria        | 1 – 3             | Magyarország           | Bécs |
| 95. mérkőzés 1996. augusztus 18. | Schwarzkopf 51' | (0 – 3) Részletek | Főfai 15' 28' Bökk 40' | Bécs |

| 96. mérkőzés 1996. augusztus 25. Eb-selejtező | Magyarország | 1 – 2             | Bulgária                       | Szeged |
| 96. mérkőzés 1996. augusztus 25. Eb-selejtező | Főfai 68'    | (0 – 1) Részletek | Sztaneva 21' Márki 80' (öngól) | Szeged |